# Йожеф Ковач (футболіст)
Йожеф Ковач (угор. Kovács József, нар. 8 квітня 1949, Балатонлелле) — угорський футболіст, що грав на позиції півзахисника.
Виступав, зокрема, за клуби «Відеотон» та «Уйпешт», а також національну збірну Угорщини.

## Клубна кар'єра
Народився 8 квітня 1949 року в місті Балатонлелле. Вихованець футбольної школи клубу «Відеотон». Дорослу футбольну кар'єру розпочав 1968 року в основній команді того ж клубу, в якій провів дванадцять сезонів, взявши участь у 315 матчах чемпіонату.  Більшість часу, проведеного у складі «Відеотона», був основним гравцем команди.
1980 року перейшов до клубу «Уйпешт», за який відіграв 5 сезонів.  Завершив професійну кар'єру футболіста виступами за команду «Уйпешт» у 1985 році.

## Виступи за збірну
Він зіграв свою першу гру в складі національної збірної Угорщини 14 листопада 1971 проти Мальти, а останню 26 жовтня 1979 року проти Сполучених Штатів. Протягом кар'єри у національній команді, яка тривала 9 років, провів у формі головної команди країни лише 17 матчів.
У складі збірної був учасником  футбольного турніру на Олімпійських іграх 1972 року у Мюнхені, де разом з командою здобув «срібло», чемпіонату Європи 1972 року у Бельгії.

## Досягнення
- Чемпіонат Угорщини
  -  Срібний призер (1): 1975/76

- Кубок Угорщини
  -  Володар (2): 1981/82, 1982/83

- Літні Олімпійські ігри
  -  Срібний призер (1): 1972